# フユイチゴ
フユイチゴ（冬苺、学名: Rubus buergeri）は、バラ科キイチゴ属の常緑匍匐性の小低木である。キイチゴの仲間としては珍しく、冬に実が熟すため、「クリスマスチェリー」の名で苗が流通している。

## 分布
中国中南部・台湾・朝鮮半島南部と日本の九州・四国・関東以西の本州に分布。暖地の森林の下生えに出る。林縁の道路ぞいなどに出現することも多い。山形県で危急種（絶滅危惧種Ⅱ類・VU）に指定されている。

## 特徴
常緑性のつる性木本。つる植物のように匍匐して地表を這い、高さはせいぜい30センチメートル。全体に毛があるがトゲは少なく、茎の節から発根して殖えていく。
葉は互生して、葉身は円形で、浅く3 - 5裂する。葉表は緑色かやや褐色がかった緑でツヤがあり、縁には細かい鋸歯がある。表面は毛が少なく、裏面には細かい毛が密生する。
花期は9月から10月で、葉腋から花茎を出し、穂状に花弁が5弁の白い花を数個つける。晩秋から一か月かけて赤い果実がなり、11月から1月のころに熟す。いわゆるキイチゴの形で、食用となる。木苺としては酸味が強く、イチゴ同様にビタミンCが豊富である。多くの木苺類は夏に熟すが、フユイチゴは冬に熟することが和名の由来である。別名は「カンイチゴ」。
- フユイチゴの実
- 葉の表面
- 葉の裏面

## 近縁種
- アイノコフユイチゴ (R. x pseudohakonensis)
- アマミフユイチゴ (R. amamianus)
- コバノアマミフユイチゴ (R. amamianus var. minor) - 奄美固有の変種で、環境省レッドリストの絶滅寸前の種に指定されている[9]。コバノアマミフユイチゴ（筑波実験植物園）

絶滅危惧IA類 (CR)（環境省レッドリスト）

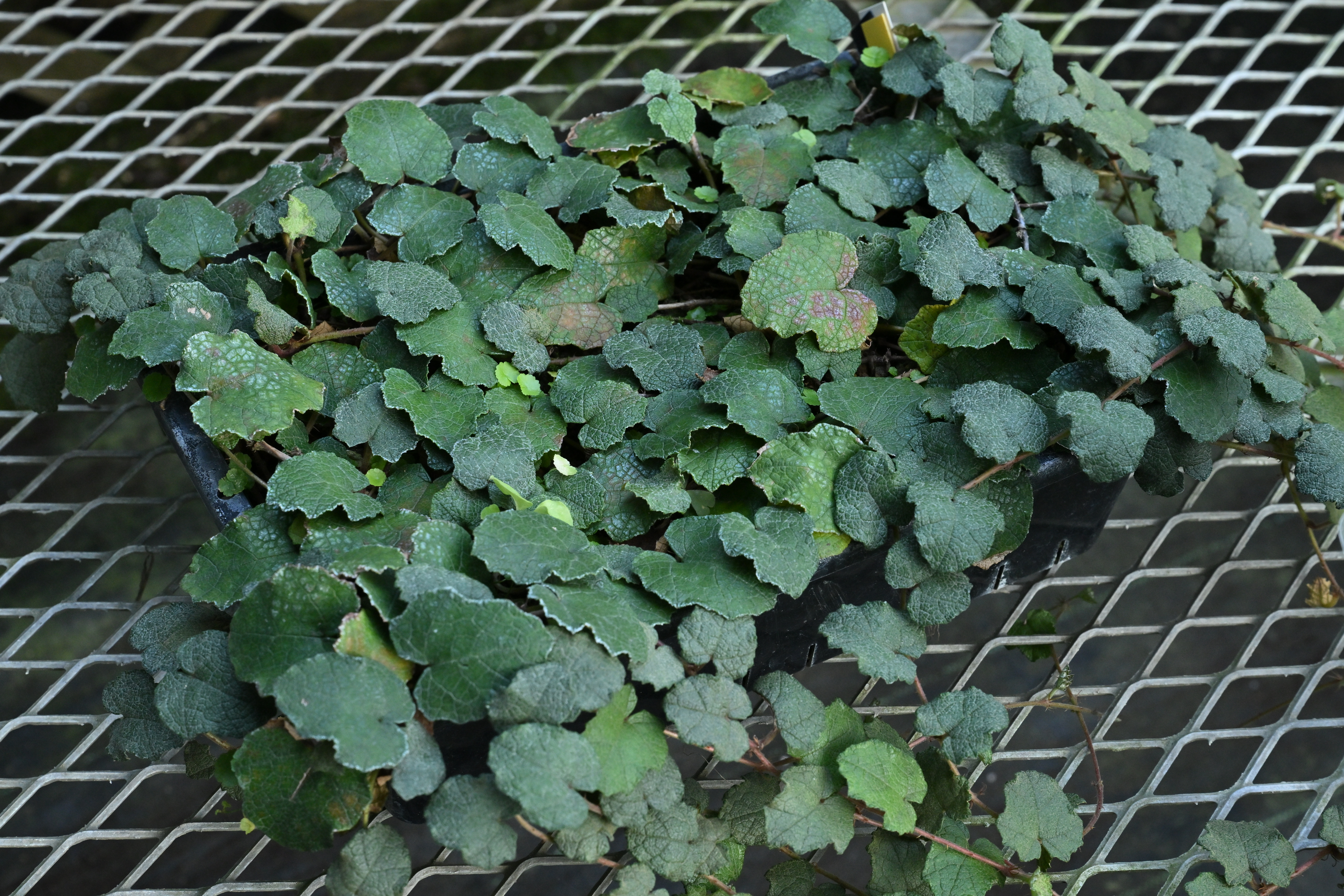
コバノアマミフユイチゴ（筑波実験植物園）

- オオフユイチゴ (R. pseudosieboldii) - フユイチゴとホウロクイチゴとの雑種という説もある。
- コバノフユイチゴ (R. pectinellus) - 完全に地表を這う匍匐性の植物で、茎は地表から地中を這い、所々から短い地上茎を出す。花が初夏に咲き、かなり大きいので目立つ。本州から九州のやや標高の高いところにでる。種としては台湾とフィリピンにもある。
- ミヤマフユイチゴ (R. hakonensis) - 全体にフユイチゴに似るが葉はやや三角形で先端が尖る。関東以西のやや高地、温帯域近くに分布する。
- ホウロクイチゴ (R. sieboldii) - 全体はフユイチゴに似るがはるかに巨大で、葉も厚く毛深い。本州南岸から四国、九州、琉球列島および中国に分布する。日向に大群落を作る。

- 宮崎市。
- レース状の花（宮崎市）